# La maga (film)
La maga (Чародейка, Čarodejka) è un film del 1909 diretto da Vasilij Michajlovič Gončarov, basato sull'omonima tragedia di Ippolit Vasil'evič Špažinskij.